# Червенские расстрелы
Червенские расстрелы (бел. Чэрвеньскія расстрэлы; также известны как Червенская резня (бел. Чэрвеньская разня, лит. Červenės žudynės) и Дорога смерти Минск-Червень (пол. Droga śmierci Mińsk-Czerwień) — одни из расстрелов заключённых, проведённых сотрудниками НКВД после нападения Германии на СССР. Более 1000 политических заключённых из Литвы, Польши и Беларуси (БССР) были казнены советскими властями под Червенем в период с 25 по 27 июня 1941 года.

## Предыстория
С началом немецкого вторжения в Советский Союз 22 июня 1941 года НКВД и НКГБ спешно начали проводить эвакуацию многочисленных политических заключённых вглубь территории Советского Союза. Во множестве случаев, вместо эвакуации, сотрудники НКВД просто проводили массовые расстрелы. Часть эвакуированных заключённых, в том числе около сотни литовцев, вывезенных из Каунасской тюрьмы, была размещена в Пищаловском замке в Минске, где уже содержалось некоторое количество пленных поляков, членов Союза вооружённой борьбы.

## Расстрелы
24 июня были казнены 15 литовцев, приговоренных к смертной казни перед эвакуацией (среди них был Степонас Рустейка, министр внутренних дел Литвы в 1929—1934 годах).
25 июня сотрудники 42-й бригады НКВД пешим маршем отправили в Червень около 2000 заключённых. Во время этого «марша смерти» около 500 из них были казнены за то, что не успевали. В советском отчёте утверждалось, что 209 арестантов были расстреляны в результате замешательства из-за немецкой воздушной атаки.
26 июня остальных заключённых поместили в Червенскую тюрьму. Несколько уголовников были освобождены, когда они согласились пойти добровольцами в Красную армию.
27 июня белорусский НКВД получил телеграмму от Михаила Никольского, начальника тюремного отдела НКВД СССР, приказав оставить 400 заключённых в Червене, а остальных расстрелять. Поскольку дела заключённых были уничтожены в результате немецких бомбардировок Минска, охранники отобрали 400—750 заключённых фактически случайным образом. В ночь с 26 на 27 июня отобранных арестантов повели маршем из Червеня в сторону Бобруйска. Первоначально сотрудники НКВД расстреливали тех, кто отставал. Затем в лесу, примерно в 1,5-2 км от Червеня, сотрудники НКВД организовали массовый расстрел. Из заключённых литовцев выжило около 40 человек.
Всего спаслось около 200 человек из числа заключённых.

## Память
Первое поминовение жертв о резне произошло в июле 1990 года, когда литовские активисты установили придорожную святыню, а белорусы — памятный крест.

## Воспоминания выживших

### Литовские мемуары
- Čerškus, Leonas. Lietuvos kario atsiminimai (лит.). Дата обращения: 15 августа 2022.
- Končius, Ignas. Kelionė į Červenę ir atgal :  [лит.]. — ISBN 9986-425-00-X.
- Petruitis, Jonas. Kaip jie mus sušaudė :  [лит.].
- Tumas, Juozas. Kelias i Červenę. Atsiminimai :  [лит.].

### Польские мемуары
- Stankiewicz-Januszczak, Joanna. Marsz śmierci. Ewakuacja więźniów z Mińska do Czerwieni 24–27 czerwca 1941 r :  [польск.]. — Warszawa : Oficyna Wydawnicza Volumen i Rada Ochrony Pamięci Walk i Męczeństwa, 1999. — ISBN 83-7233-192-8.